# Gilles Renaud
Pour les articles homonymes, voir Renaud (homonymie).
Gilles Renaud est un acteur québécois né à Montréal le 25 septembre 1944.

## Biographie
Gilles Renaud est diplômé de l'École nationale de théâtre du Canada, promotion de 1967.
Lors de la présentation à la Place des Arts de Montréal en 1968 de la comédie musicale Monica la mitraille de Michel Conte, Gilles Renaud incarne un policier et un client, tout comme Paul Renaud.
Gilles Renaud est le conjoint de Louise Turcot.
Il a joué le rôle de Stetch O'Donnell dans l'émission Sam Chicotte.

## Filmographie

### Cinéma
- 1972 : Ô ou l'invisible enfant
- 1972 : L'Exil
- 1973 : La Conquête
- 1974 : Il était une fois dans l'Est : Raymond, alias Cuirette
- 1975 : La Gammick : policier
- 1976 : La Piastre : Philippe Tremblay, frère de Robert
- 1976 : Je suis loin de toi mignonne : Méo
- 1977 : Le soleil se lève en retard : Yvon Thériault
- 1977 : One Man : Hoodlum
- 1980 : L'Homme à tout faire : Armand St-Amant
- 1980 : Fantastica
- 1980 : La Cuisine rouge : le père
- 1981 : Les Plouffe : Phil Talbot
- 1982 : Une journée en taxi : Johnny
- 1985 : La Dame en couleurs : Barbouilleux (peintre)
- 1987 : Le Frère André : Docteur Charette
- 1987 : Voyage en Amérique avec un cheval emprunté : narrateur (voix)
- 1989 : Sous les draps, les étoiles
- 1991 : Le Complexe d'Édith
- 1991 : Amoureux fou de Robert Ménard : Rick
- 1993 : Le Sexe des étoiles : Jacob
- 2001 : La Femme qui boit
- 2003 : Gaz Bar Blues : Gaston Savard
- 2004 : Littoral : le père
- 2005 : D'Artagnan et les Trois Mousquetaires : Monsieur de Tréville
- 2005 : J'te laisserai pas tomber
- 2005 : Le Survenant : Didace Beauchemin
- 2006 : Cheech : Paluchi
- 2008 : Le Déserteur : constable Gordon Coutu
- 2009 : Cadavres : le producteur
- 2010 : Route 132 : curé de Saint-André
- 2010 : Le Poil de la bête de Philippe Gagnon : seigneur de Beaufort
- 2010 : Cabotins de Alain DesRochers : Roger Boucher
- 2012 : Laurence Anyways de Xavier Dolan : président du conseil
- 2012 : Tout ce que tu possèdes de Bernard Émond : Christian Leduc, le père de Pierre
- 2013 : Le Démantèlement de Sébastien Pilote : Louis, l'ami comptable
- 2016 : Les Mauvaises Herbes de Louis Bélanger : Simon Boulerice
- 2021 : Le Guide de la famille parfaite de Ricardo Trogi : Robert Dubois
- 2021 : La Contemplation du mystère de Albéric Aurtenèche : Yvon, commandeur de l'ordre
- 2025 : Amour apocalypse d'Anne Émond

### Télévision
- 1968 - 1972 : Le Paradis terrestre : Germain Bazinet
- 1970 : Maigrichon et Gras-Double : Le Vendeur
- 1977 : Duplessis : Paul Sauvé
- 1977 : Monsieur Zéro : Antonin
- 1979 : Siocnarf (série fantastique) : Théodore
- 1980 : Frédéric : Jean-Charles Paquin
- 1982 - 1983 : S.O.S. J'écoute : Paul
- 1984 : Aéroport: Court-circuit : Réjean
- 1991 : Lance et compte : Le Retour du chat
- 1992 : Montréal P.Q. : Urbain Blondeau
- 1994 : Jalna
- 1995 : Les Machos : Denis Rondeau
- 1996 : Jamais deux sans toi : Marc Blondeau
- 1996 : La Petite Vie : Bobby alias M. Bricole
- 2001 : Fortier : Rouleau (2002)
- 2002 - 2007 : Rumeurs : Gilbert Francoeur
- 2003 : Grande Ourse : Robert Belliveau
- 2003 : Le Cœur découvert : Jean-Marc
- 2004 : Temps dur : Michel Paquin
- 2005 : L'Héritière de Grande Ourse : Robert Belliveau
- 2005 : Cover Girl : Renaud Latendresse, alias Cherry Sundae
- 2006 : Lance et compte : La Revanche : François Mathieu
- 2006 : René : Jean Lesage
- 2006 : Le 7e Round (série télévisée) : Nick Tozzi
- 2009 : Roxy (saison 2)
- 2010 - 2011, puis 2016 : Mirador : Richard Racine
- 2013 - 2016 : Mémoires vives : Jacques Berthier
- 2017 : Le Siège : Mario Cormier
- 2019 : Victor Lessard, saisons 1 à 3) de Martin Michaud réalisée par François Gingras et Patrice Sauvé – Eugene Mayrand
- 2020 : District 31[2] : Jean-Yves Simard[3]